# Michał Gutowski

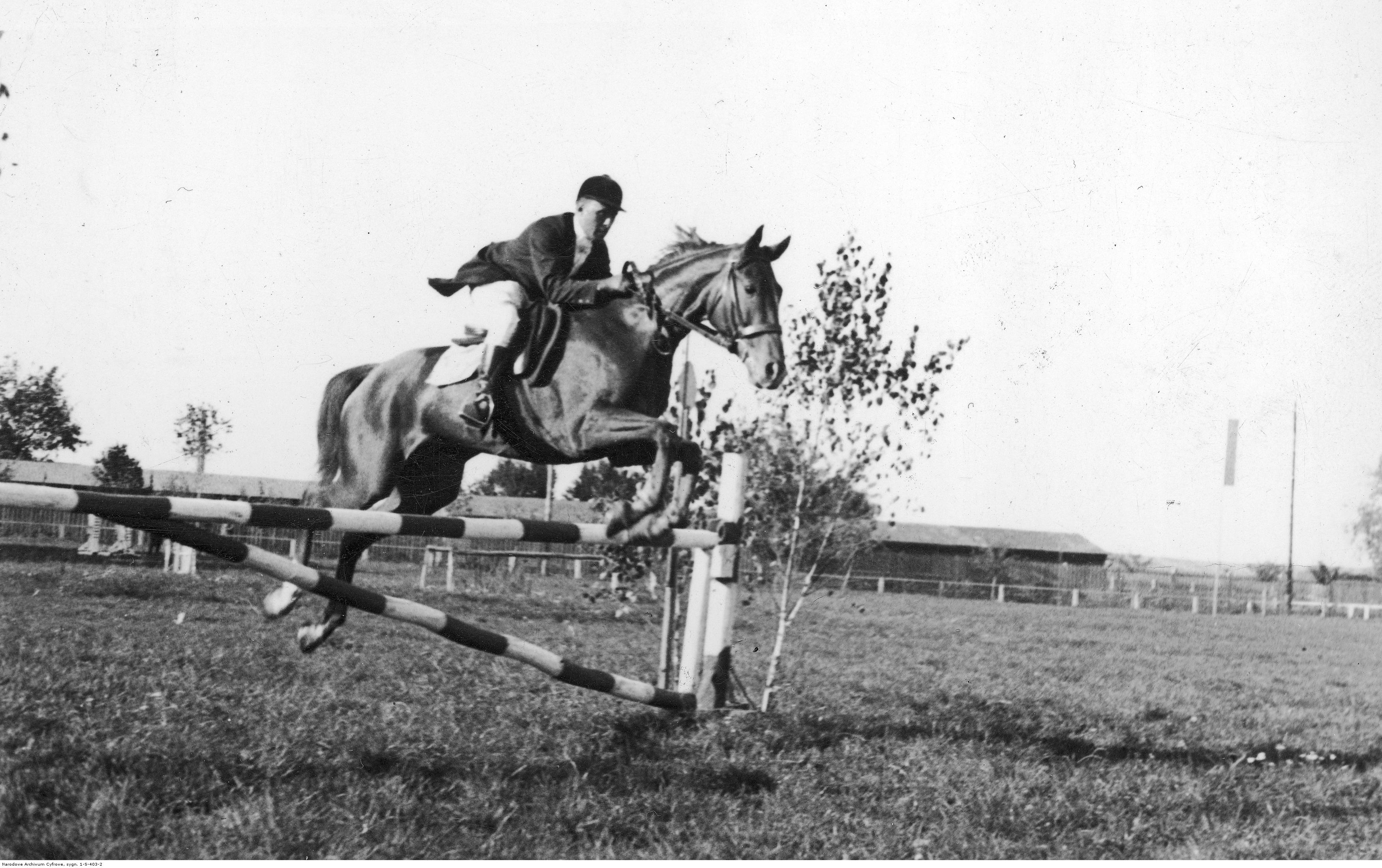
Zawody konne Hrubieszowskiego Klubu Jazdy - por. Michał Gutowski na klaczy Jasiołda II; październik 1936.

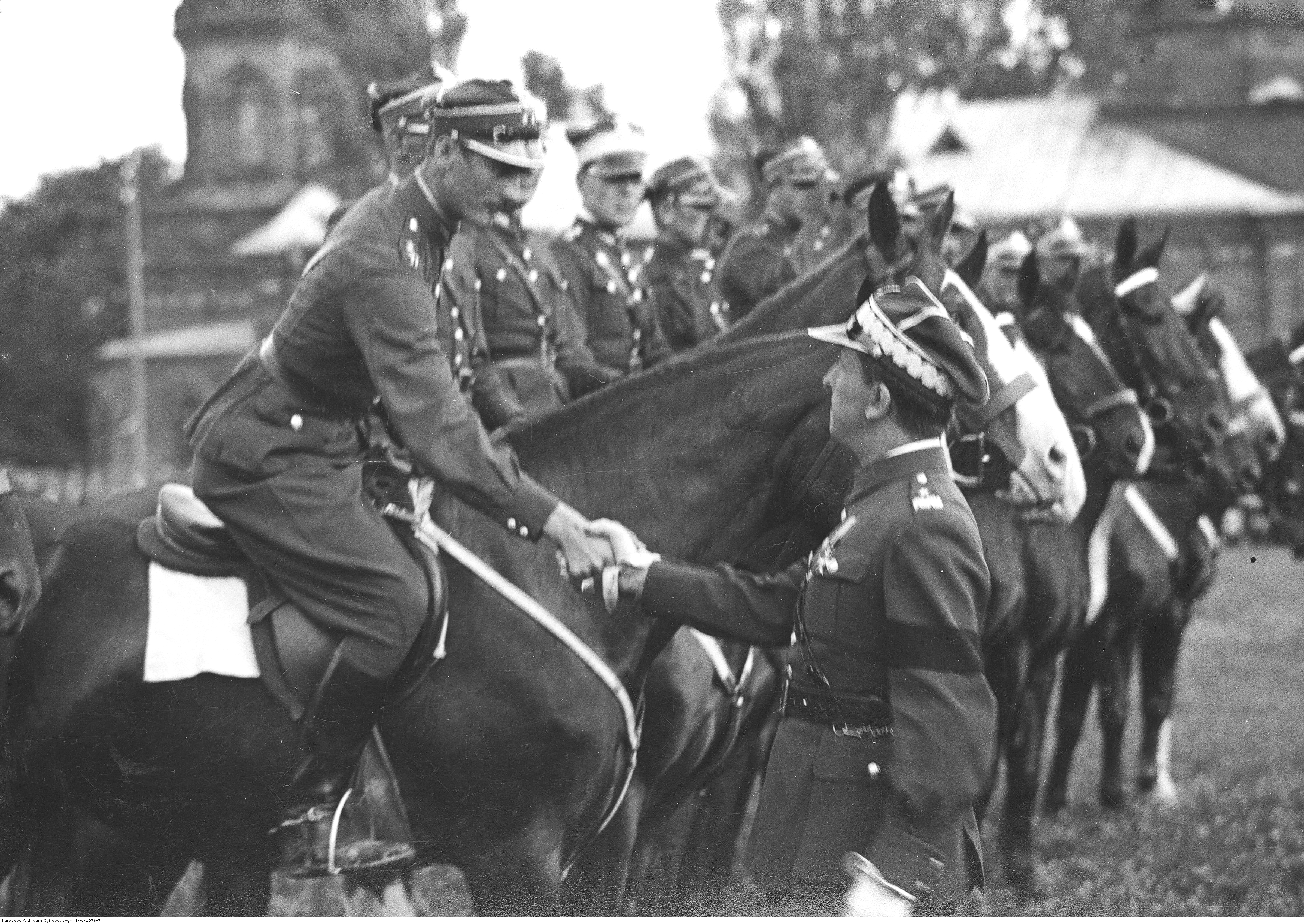
Zawody jeździeckie o mistrzostwo Armii w Hrubieszowie 1934 - gen. Stanisław Grzmot-Skotnicki gratuluje zwycięzcy zawodów por. Michałowi Gutowskiemu.

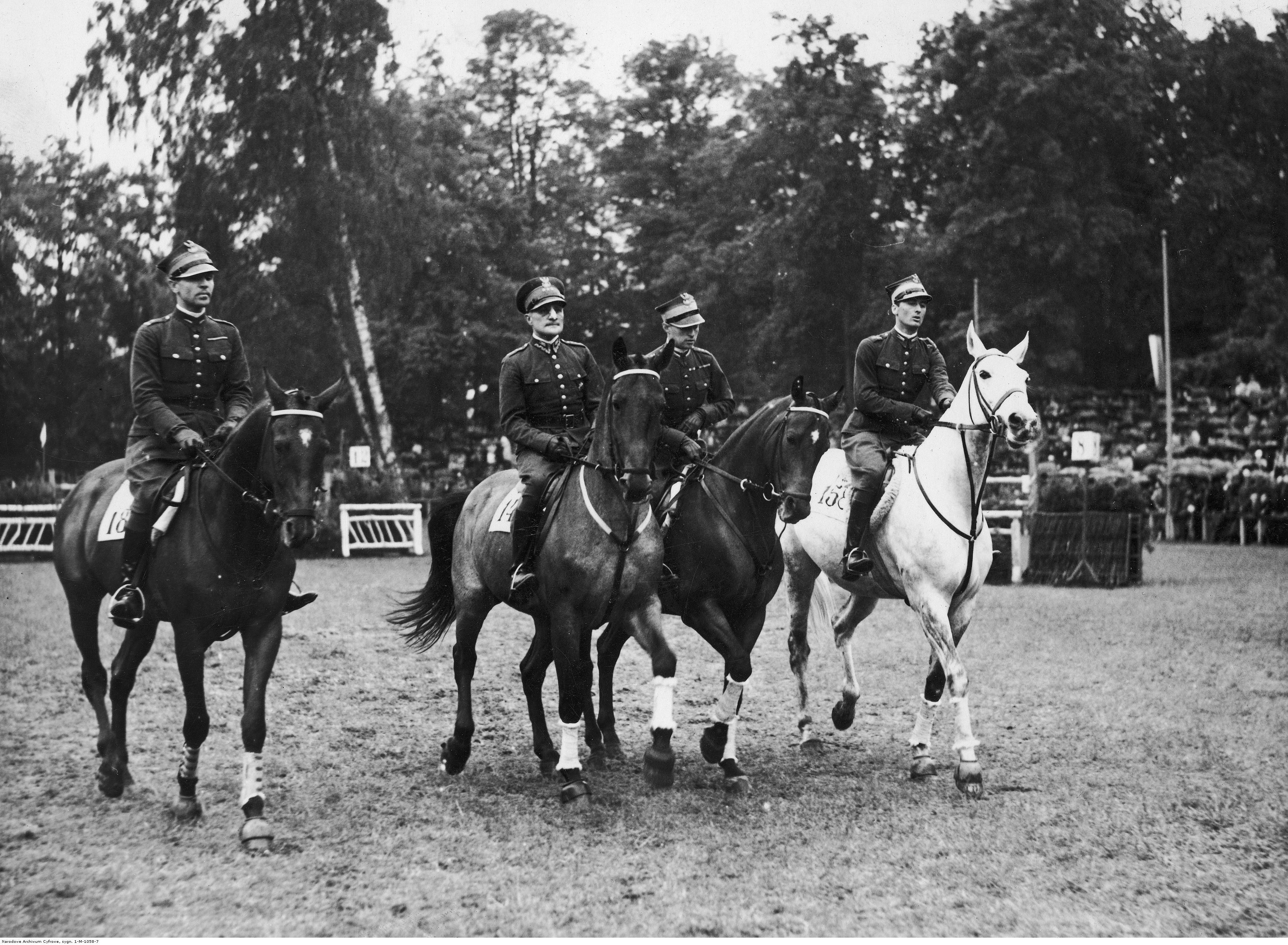
Międzynarodowe Zawody Hippiczne w Warszawie; czerwiec 1936. Ekipa polska: rtm. Wilhelm Lewicki, rtm. Tadeusz Sokołowski, por. Stanisław Czerniawski i por. Michał Gutowski

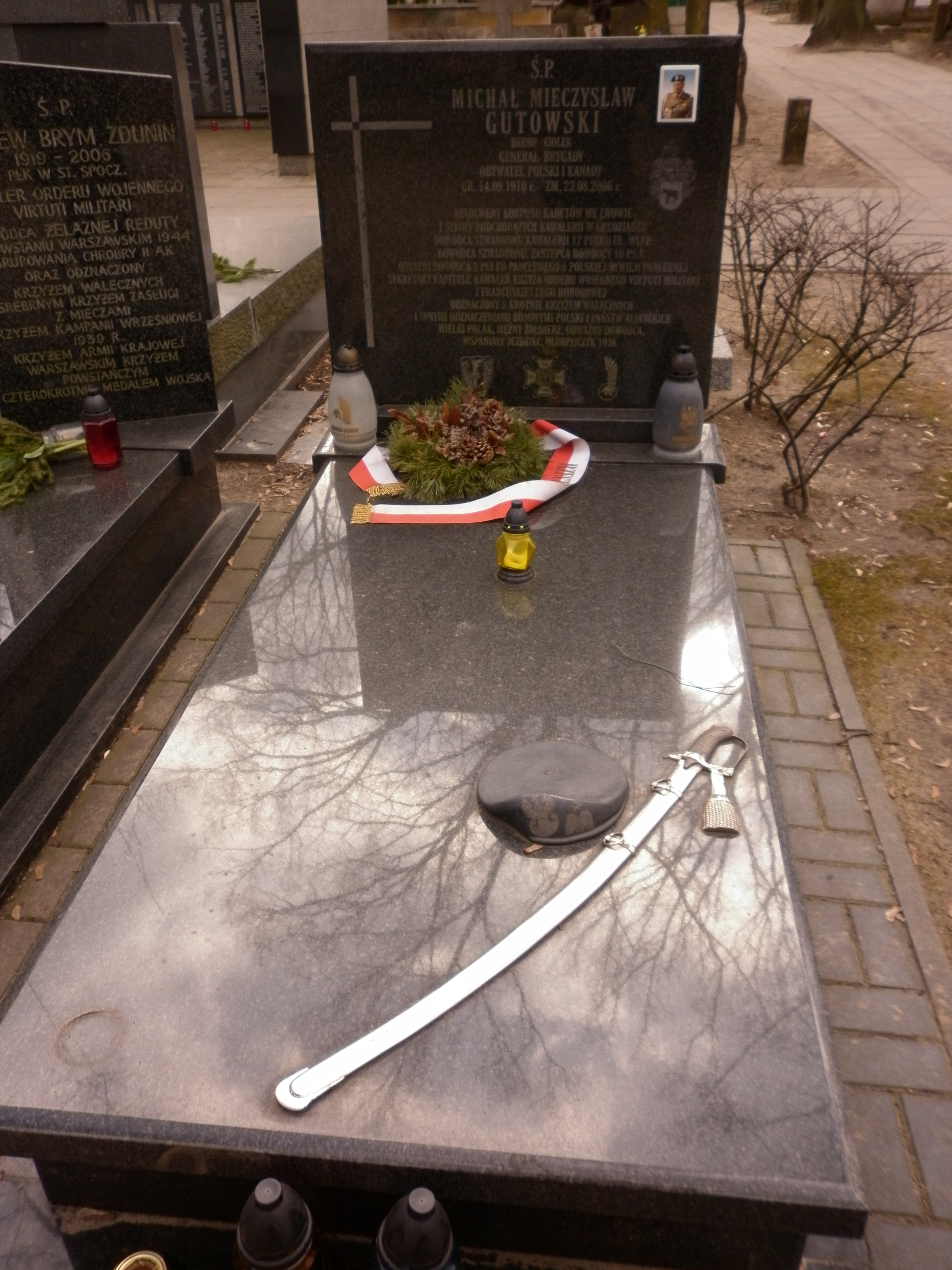
Nagrobek Michała Gutowskiego

Michał Mieczysław Wojciech Gutowski (ur. 14 września 1910 w Maciszewicach, zm. 23 sierpnia 2006 w Warszawie) – generał brygady Wojska Polskiego, olimpijczyk.

## Życiorys
Pochodził z rodziny pieczętującej się herbem Ciołek. Był synem Bronisława i Marii z Jażdżewskich. Uczył się w Gimnazjum im. Karola Marcinkowskiego w Poznaniu, następnie od 1923 służył w Korpusie Kadetów nr 1 we Lwowie, gdzie zdał maturę w 1928. Ukończył Szkołę Podchorążych Kawalerii w Grudziądzu w 1930 i promowany na podporucznika. Od tego roku służył w 17 pułku ułanów wielkopolskich stacjonującym w Lesznie.
Był wybitnym jeźdźcem i dość często przebywał w Centrum Wyszkolenia Kawalerii, ponieważ był członkiem jeździeckiej reprezentacji Polski na Igrzyskach Olimpijskich w Berlinie 1936 w konkursie skoków, którego nie ukończył wskutek wyłamania się konia. Brał udział w latach 1933–1939 w wielu krajowych i międzynarodowych zawodach hippicznych, zdobywając liczne nagrody.
Awansował przed wybuchem II wojny światowej w 1932 na porucznika, a w 1939 na rotmistrza – dowódcę szwadronu. W czasie kampanii wrześniowej walczył w 17 puł w składzie Wielkopolskiej Brygady Kawalerii. Odznaczył się w zwycięskich walkach o Walewice, gdzie został ranny. 19 października 1939 po walkach z niemieckim okupantem zrzucił mundur i powrócił do Wielkopolski. Działał tam w podziemnej organizacji gen. Karaszewicza–Tokarzewskiego w obwodzie Jarocin. Aresztowany w grudniu 1939 i skazany na karę śmierci przez rozstrzelanie, ale niemiecki dowódca okazał się także kawalerzystą i zwolnił go z aresztu.
W 1940 jako kurier przedostał się do Francji, gdzie walczył w 10 pułku strzelców konnych. Następnie ewakuowany do Wielkiej Brytanii, gdzie przeszedł szkolenie w dywizji gen. Maczka. Przeszedł szlak bojowy 1 Dywizji Pancernej od Normandii w lipcu 1944 jako dowódca szwadronu pancernego do Wilhelmshaven. Brał udział w bitwie pod Falaise, za co po raz drugi został odznaczony Krzyżem Walecznych. Zastępca dowódcy pułku strzelców konnych. Awansowany do stopnia majora w 1944, a 1 stycznia 1946 na stopień podpułkownika. Do 1945 brał udział w wyzwalaniu Francji, Belgii, Holandii i Niemiec. Od 29 kwietnia 1945 roku do 10 czerwca 1947 roku był dowódcą 2 pułku pancernego. Dowodził po zakończeniu działań wojennych na terenie Niemiec obozem liczącym 6 tys. żołnierzy i dwoma pułkami brytyjskimi.
17 kwietnia 1947 na czele pułku przybył do Wielkiej Brytanii. W maju wstąpił do Polskiego Korpusu Przysposobienia i Rozmieszczenia. W czerwcu tego roku został zastępcą dowódcy 510 oddziału PKPR.
Następnie emigrował do Kanady. Początkowo był trenerem kanadyjskiej kadry wojskowej w jeździectwie, a następnie cywilnej. Objął opiekę nad klubem jeździeckim i prowadził go prawie 10 lat. Następnie zaangażowany został na stanowisko trenera olimpijskiej reprezentacji jeździeckiej. Na igrzyskach w Meksyku, w 1968 roku, jego podopieczni zdobyli złoty medal w drużynowych skokach przez przeszkody. Wówczas na trzecim miejscu uplasowała się drużyna Niemiec, którą trenował oficer niemiecki znany z walk o Walewice podczas II wojny światowej.
29 października 1998 minister obrony narodowej Janusz Onyszkiewicz decyzją nr 198/MON uznał stopień wojskowy pułkownika nadany Michałowi Gutowskiemu przez władze RP na Uchodźstwie decyzją z 10 listopada 1990.
W 1999 Prezydent RP Aleksander Kwaśniewski awansował go na stopień generała brygady w stanie spoczynku. Do Polski wrócił w 2000. Od 2001 członek, a od 2002 sekretarz Kapituły Orderu Wojennego Virtuti Militari. Zmarł w Warszawie. Został pochowany na Cmentarzu Wojskowym na Powązkach (kwatera 18A-7-29).
Ożenił się z Zofią h. Bończa Skarżyńską (ur. ok. 1910) z Tarc, absolwentką Liceum Sióstr Sacré Coeur w Polskiej Wsi k. Pobiedzisk, z którą miał dwóch synów.

## Ordery i odznaczenia
- Krzyż Srebrny Orderu Wojennego Virtuti Militari[10][11]
- Krzyż Komandorski z Gwiazdą Orderu Odrodzenia Polski (2005)[12]
- Krzyż Walecznych[13] pięciokrotnie
- Srebrny Krzyż Zasługi[11]
- Medal Wojska[11]
- Legia Zasługi (am.)[14][11]
- Krzyż Wojenny 1939-1945 z palmami (fr.)[15][11]
- Gwiazda Francji i Niemiec (br.)[11]
- Gwiazda za Wojnę 1939–1945 (br.)[11]
- Medal Obrony (br.)[11]
- Medal Wojny 1939–1945 (br.)[11]
- Kawaler Orderu Legii Honorowej (fr.)[11]